# Општина Оцелени (Јаши)
Оцелени (рум. Oţeleni) општина је у Румунији у округу Јаши.
Oпштина се налази на надморској висини од 283 m.